# Gunnar Landgren (fysiker)
Karl Gunnar Landgren, född 2 december 1954 i Oscars församling i Stockholm, är en svensk fysiker och professor.
Gunnar Landgren är son till fysiologen, professorn Sven Landgren och sjuksköterskan Barbro, ogift Lind.
Han blev filosofie doktor då han vid Göteborgs universitet 1982 disputerade på avhandlingen Structure and properties of the aluminium-galliumarsenide interface prepared by molecular beam epitaxy. 1997 blev han professor i halvledarmaterial vid fakulteten för elektronik och informationsteknik på Kungliga Tekniska Högskolan i Stockholm. Landgren blev senare vicerektor vid KTH.
Gunnar Landgren gifte sig 1982 med Karin Mellström (född 1954), men är numera sambo med Victoria Marklund (född 1958).